# Defense Advanced Research Projects Agency
Defense Advanced Research Projects Agency – DARPA (Agencja Zaawansowanych Projektów Badawczych Departamentu Obrony). W latach 1958–1972 i 1993-1996 pod nazwą – Advanced Research Projects Agency – ARPA (Agencja Zaawansowanych Projektów Badawczych) – amerykańska agencja rządowa zajmująca się rozwojem technologii wojskowej działająca w strukturach Departamentu Obrony USA.
Na zlecenie Departamentu Obrony w 1967 rozpoczęła projekt budowy zdecentralizowanej sieci komputerowej, którą nazwano później ARPANET i która zapoczątkowała rozwój Internetu. Na początku lat 70. agencja DARPA współfinansowała opracowanie zestawu protokołów TCP/IP. DARPA nigdy nie prowadziła badań samodzielnie, zajmowała się finansowaniem wyższych uczelni, instytucji komercyjnych i innych organizacji (non-profit).
W 1981 DARPA założyła grupę ekspertów – ICCB (Internet Configuration Control Board). Zadaniem grupy było zarządzanie przebiegiem prac badawczych prowadzonych w związku z siecią Internet. W 1984 agencja przekształciła ICCB w IAB (Internet Activities Board), która z kolei została podzielona na grupy robocze, zajmujące się takimi zagadnieniami jak zastosowanie, współdziałania, bezpieczeństwo i testowanie. Na koniec IAB została przekształcona w IETF (Internet Engineering Task Force) oraz w IRTF (Internet Research Task Force). Grupy te były odpowiedzialne za rozwój konstrukcji sieci Internet i badania nad rozwojami w tej dziedzinie.
Agencja rozwija w ramach Future Combat Systems wiele projektów min: egzoszkielet wspomagany, UAV różnej wielkości, i lądowe pojazdy autonomiczne UGCV.
W 2004 roku DARPA zaczęła sponsorować DARPA Grand Challenge, wyścigi zautomatyzowanych samochodów bez kierowców też w ramach FCS.
W maju 2004 r. agencja przejęła aktywa korporacji  Frontiers System Inc, produkującej bezzałogowe śmigłowce A160 Hummingbird.
DARPA prowadzi badania, rozwija technicznie i koorydynuje pod względem naukowym program globalnej obrony antybalistycznej USA.
Defense Advanced Research Projects Agency rozwija projekt budowy wielkiego działa elektromagnetycznego. Wyrzutnia ta ma wystrzeliwać wojskowe satelity na orbitę, oraz niszczyć wystrzeliwanymi elektromagnetycznie pociskami naddźwiękowe wrogie pociski.
Agencja Zaawansowanych Projektów Badawczych Departamentu Obrony USA rozwija wojskowy-naukowy program pogodowy HAARP.
Agencja zainwestowała w badania nad aparatem wykonującym zdjęcia w wysokiej rozdzielczości.

## Podział organizacyjny
- Biuro Zarządu (Director's Office)
- Biuro Nauk Obronnych (Defense Sciences Office)
- Biuro Technologii Obróbki Informacji (Information Processing Technology Office)
- Biuro Zastosowań Informacji (Information Exploitation Office)
- Biuro Technologii Mikrosystemów (Microsystems Technology Office)
- Biuro Technologii Strategicznych (Strategic Technology Office)
- Biuro Technologii Taktycznych (Tactical Technology Office)
- Biuro ds. Kontroli Budżetu (Office of the Comptroller)
- Biuro ds. Kontraktów (Contracts Management Office)
- Dyrekcja ds. Pracowniczych (Human Resources Directorate)
- Biuro Administracyjne (Office of Management Operations)